# Bashkim Fino
Bashkim Muhamet Fino (ur. 12 października 1962 w Gjirokastrze, zm. 29 marca 2021 w Tiranie) – albański polityk, deputowany, minister w różnych resortach, w 1997 premier Albanii.

## Życiorys
W 1986 ukończył studia ekonomiczne na Uniwersytecie Tirańskim, kształcił się następnie z zakresu zarządzania w administracji samorządowej we Włoszech, Grecji i Finlandii. Pracował w administracji lokalnej rodzinnej miejscowości, od 1990 był dyrektorem centrum informatyzacji gospodarczej. W latach 1992–1996 sprawował urząd burmistrza rodzinnej miejscowości. Działacz postkomunistycznej Socjalistycznej Partii Albanii, w 1997 dołączył do prezydium partii.
Od 11 marca do 24 lipca 1997 sprawował urząd premiera; prezydent Sali Berisha powierzył mu kierowanie rządem jedności narodowej, powołanym w okresie kryzysu związanego z wydarzeniami tzw. albańskiej rewolucji piramidowej. Wchodził następnie w skład socjalistycznych gabinetów jako wicepremier i minister do spraw samorządu terytorialnego (1997–1998), minister do spraw samorządu terytorialnego (1999–2001), minister robót publicznych i turystyki (2001–2002) oraz minister do spraw terytorialnych i turystyki (2004–2005).
Wybierany na posła do Zgromadzenia Albanii, po raz ostatni w wyborach w 2017. Miał kandydować również w wyborach w 2021; zmarł jednak 29 marca tegoż roku na skutek COVID-19.